# Jeanette Stjernström
Johanna (Jeanette) Charlotta Stjernström, född Granberg 19 oktober 1825 i Stockholm, död där 2 april 1857, var en svensk författare.

## Biografi
Jeanette Stjernström var dotter till skådespelaren och författaren Per Adolf Granberg. Från 1849 var hon verksam som översättare och författare av teaterpjäser. Hon debuterade med en skissen Filantropen 1847 och följde med en rad lustspel, som 1850–51 uppfördes av Olof Ulrik Torsslow på Mindre teatern. Hon skrev framför allt pjäser åt Mindre teatern och hon var en av första professionella kvinnliga pjäsförfattarna och hyllades av sin samtid som en mycket framstående dramatiker.
Bland hennes mer omtalade pjäser fanns

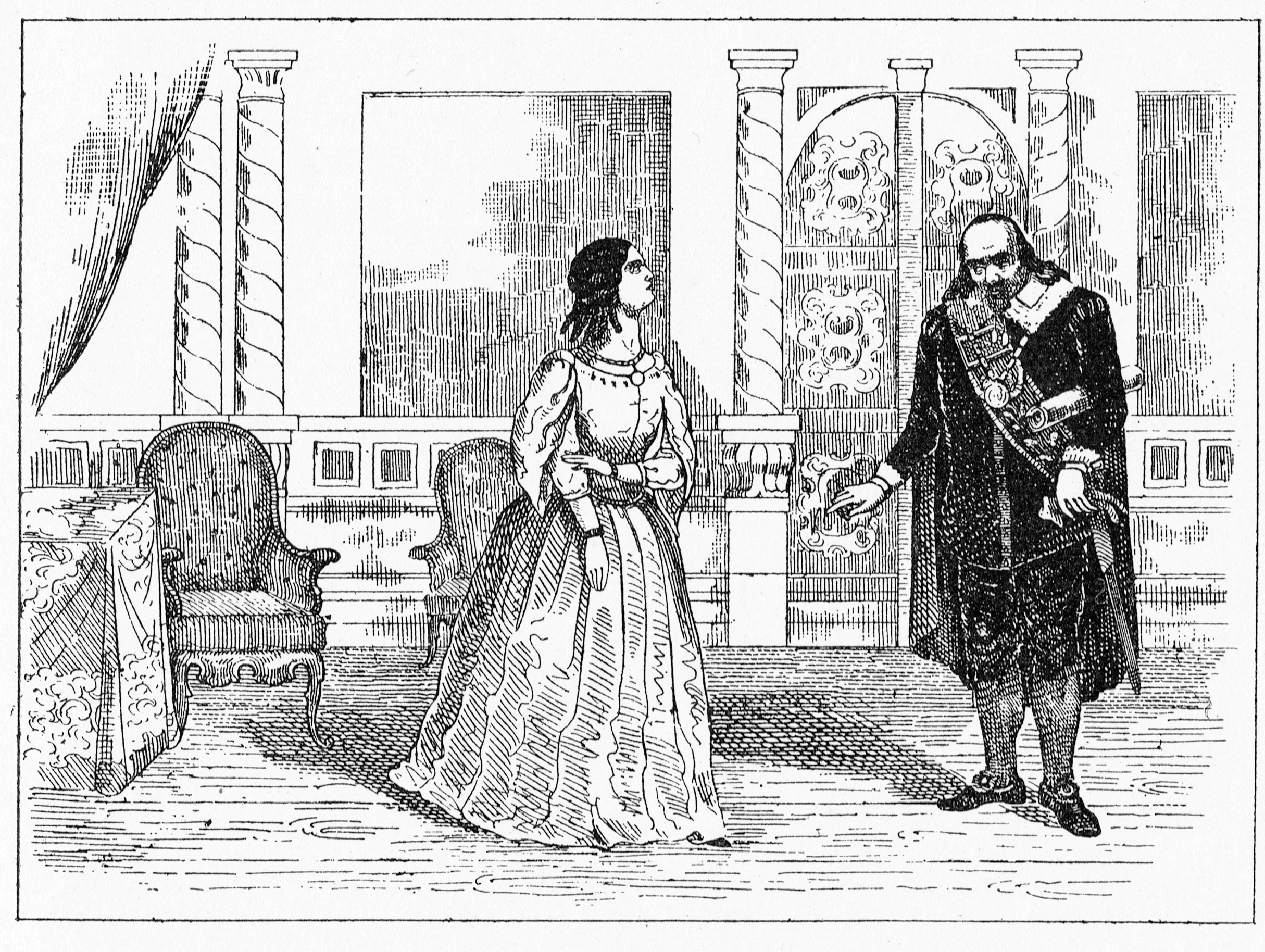
Scen ur Drottning Kristina 1855.

- Läsarepresten, skådespel i fyra akter, där en präst tar makten i samhället och bedriver terror innan både folket och monarken driver ut honom och inför reformer
- Fyra dagar af konung Gustaf III:s lefnad, en historisk tidsbild i fyra akter
- Aura uppfördes av Edvard Stjernström i Åbo 1850
- Tidens strid där en revolutionär murare blir snål då han plötsligt får en massa pengar
- I Finland 1808-1809
- Drottning Kristina
- Tidningsskrifvaren, skådespel i fem akter
- Hos oss eller en motbild till Onkel Toms stuga behandlar hon fattigdom och välgörenhet
- Konung Karl X Gustav med Edvard Stjernström i huvudrollen

Hon använde en manlig pseudonym, Georges Malméen, eftersom det inte ansågs helt respektabelt för en kvinna att skriva pjäser; under hennes livstid stod inte heller hennes namn på teateraffischen, även om det var allmänt känt att hon var författaren. Hon skrev även tillsammans med sin syster Louise Stjernström. 
I Tidningsskrifvaren visar sig en snickare vara den rätte ägaren till en barons förmögenhet och skurkrollen intas av en redaktör som troddes vara en verklig person; då den uppfördes på Mindre teatern 1852 kände sig redaktören Franz Sjöberg träffad och skrev att om teatern skulle gå omkull var det ingen fara med de kvinnliga skådespelarna, eftersom "deras egentliga yrke står dem alltid kvar", med vilken han menade prostitution; det fanns på denna tid fortfarande ett förakt för kvinnor som deltog i samhällslivet som yrkeskvinnor; "offentliga kvinnor", dvs yrkeskvinnor, var vid denna tid ett annat ord för prostituerad. Hennes sista pjäs Konung Karl X Gustav låg färdig vid hennes död och uppfördes på Mindre teatern säsongen 1857–58.       
Hon gifte sig 1854 med skådespelaren och änkemannen Edvard Stjernström, som efter hennes död gifte sig med hennes syster Louise Stjernström. Jeanette Stjernström brukar betraktas som en tidig feminist. Hennes död, vid ännu inte fyllda 32, betraktades som en stor förlust för den svensk dramatiken. Hon begravdes på S:t Johannes kyrkogård i Stockholm.